# Agaatslakken
Agaatslakken (Achatina) is een geslacht van grote slakken uit de familie Achatinidae.
Agaatslakken zijn hermafrodiet, hetgeen wil zeggen dat zij zowel mannetje als vrouwtje zijn. Om zich voort te kunnen planten heeft de slak meestal een andere slak nodig, maar dat is niet altijd het geval. De Achatina achatina bijvoorbeeld plant zich voort middels zelfbevruchting.
Agaatslakken zijn planteneters, maar het dieet varieert per soort.

## Afrikaanse reuzenslakken

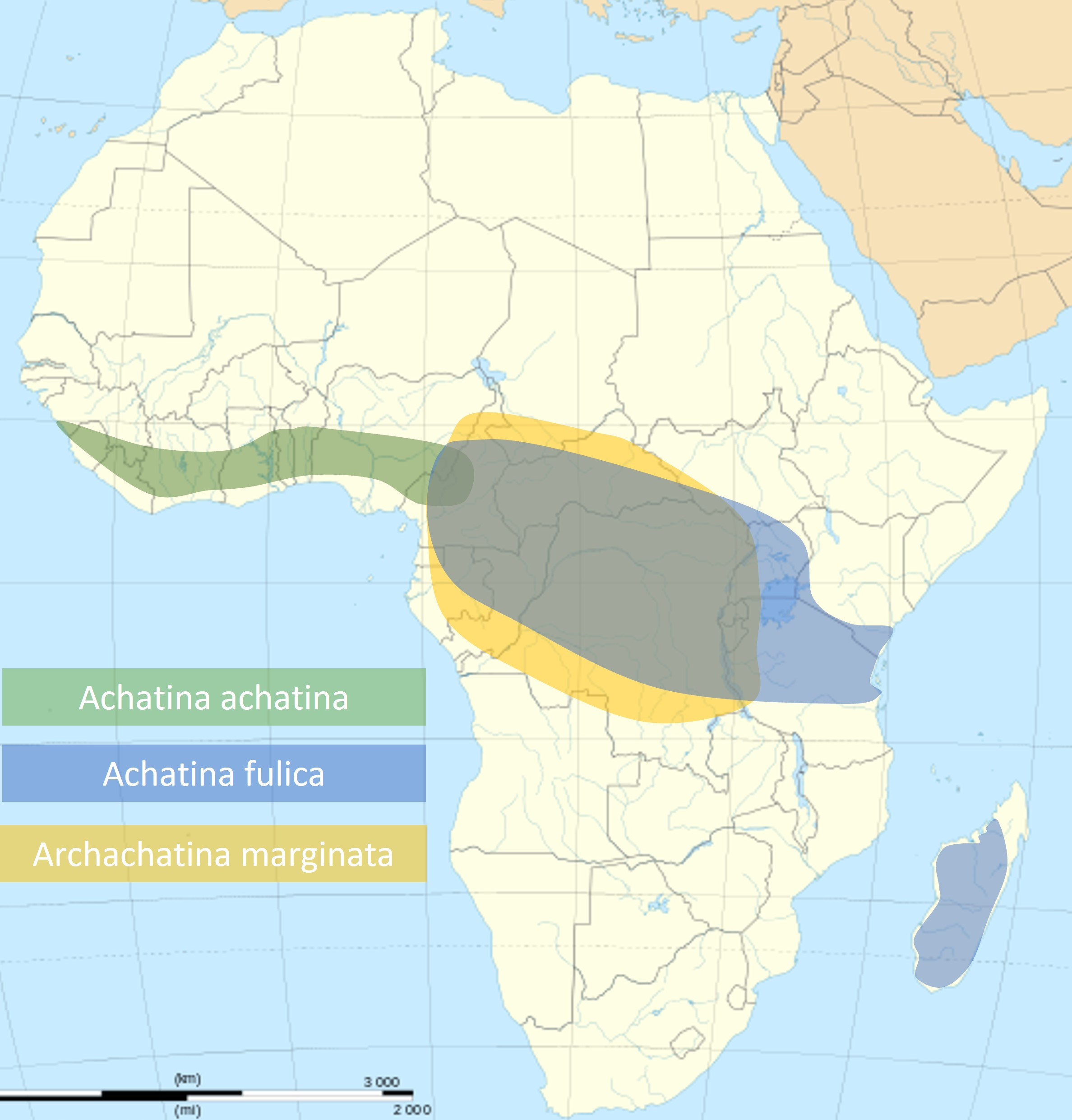
Spreiding van de Afrikaanse reuzenslakken op het Afrikaanse continent

De Afrikaanse reuzenslakken vormen een deelgroep van de agaatslakken. Deze van origine Afrikaanse slakken gelden als de grootste landslakken ter wereld. Enkele soorten:
- Achatina achatina, de tijgerslak. Deze slak onderscheidt zich van de andere Afrikaanse reuzenslakken door een relatief puntig en conisch gevormd slakkenhuis, bruine kleur met een typisch streeppatroon waar de naam 'tijgerslak' naar verwijst. Achatina achatina geldt als de grootste van alle landslaksoorten en de allergrootste ooit geregistreerd is Gee Geronimo.
- Archachatina marginata, de West-Afrikaanse reuzenslak, welke zich onderscheidt door een minder conisch gevormd huis en een afgeronde apex. Het kleurpatroon van het huis is minder scherp en geeft de indruk van een weefwerkje.
- Achatina fulica, de grote agaatslak. De vorm van het huis van de grote agaatslak zit tussen die van de voorgaande twee in. Het is relatief egaal gekleurd, maar de kleur van het huis varieert afhankelijk van het dieet.

## Soorten
- Achatina achatina Linnaeus (1758)
- Achatina albopicta E. A. Smith, (1878)
- Achatina allisa Reeve (1849)
- Achatina ampullacea Böttger (1910)
- Achatina balteata Reeve (1849)
- Achatina bandeirana Morelet (1866)
- Achatina bayaona Morelet, (1866)
- Achatina bayoli Morelet (1888)
- Achatina bisculpta E. A. Smith (1878)
- Achatina bloyeti Bourguignat (1890)
- Achatina capelloi Furtado (1886)
- Achatina connollyi Preston (1912)
- Achatina coroca Bruggen (1978)
- Achatina craveni E. A. Smith (1881)
- Achatina dammarensis Pfeiffer
- Achatina eleanorae Mead (1995)
- Achatina ellioti E. A. Smith {1895)
- Achatina fulica Bowdich (1822)
- Achatina glaucina E. A. Smith (1899)
- Achatina glutinosa Pfeiffer (1854)
- Achatina greyi Da Costa (1907)
- Achatina hortensiae Morelet (1866)
- Achatina immaculata Lamarck (1822)
- Achatina iostoma Pfeiffer (1854)
- Achatina iredalei Preston (1910)
- Achatina johnstoni E. A. Smith, 1899
- Achatina lechaptoisi Ancey (1894)
- Achatina obscura Da Costa (1907)
- Achatina osborni Pilsbry (1919)
- Archachatina marginata Swainson (1821)[3]
- Achatina passargei von Martens
- Achatina pfeifferi Dunker (1845)
- Achatina purpurea Gmelin (1790)
- Achatina randabeli Bourguignat (1889)
- Achatina reticulata Pfeiffer (1845)
- Achatina schinziana Bousson
- Achatina schweinfurthi von Martens (1873)
- Achatina semisculpta Pfeiffer (1845)
- Achatina smithii Craven (1881)
- Achatina stuhlmanni von Martens (1892)
- Achatina sylvatica Putzeys (1898)
- Achatina tavaresiana Morelet (1866)
- Achatina tincta Reeve (1842)
- Achatina tracheia Connolly (1929)
- Achatina transparens Da Costa (1907}
- Achatina variegata Roissy
- Achatina virgulata Da Costa (1907)
- Achatina welwitschi Morelet (1866)
- Achatina weynsi Dautzenberg (1891)
- Achatina wildemani Dautzenberg (1907)
- Achatina zanzibarica Bourguignat